# St.-Benan-Kirche

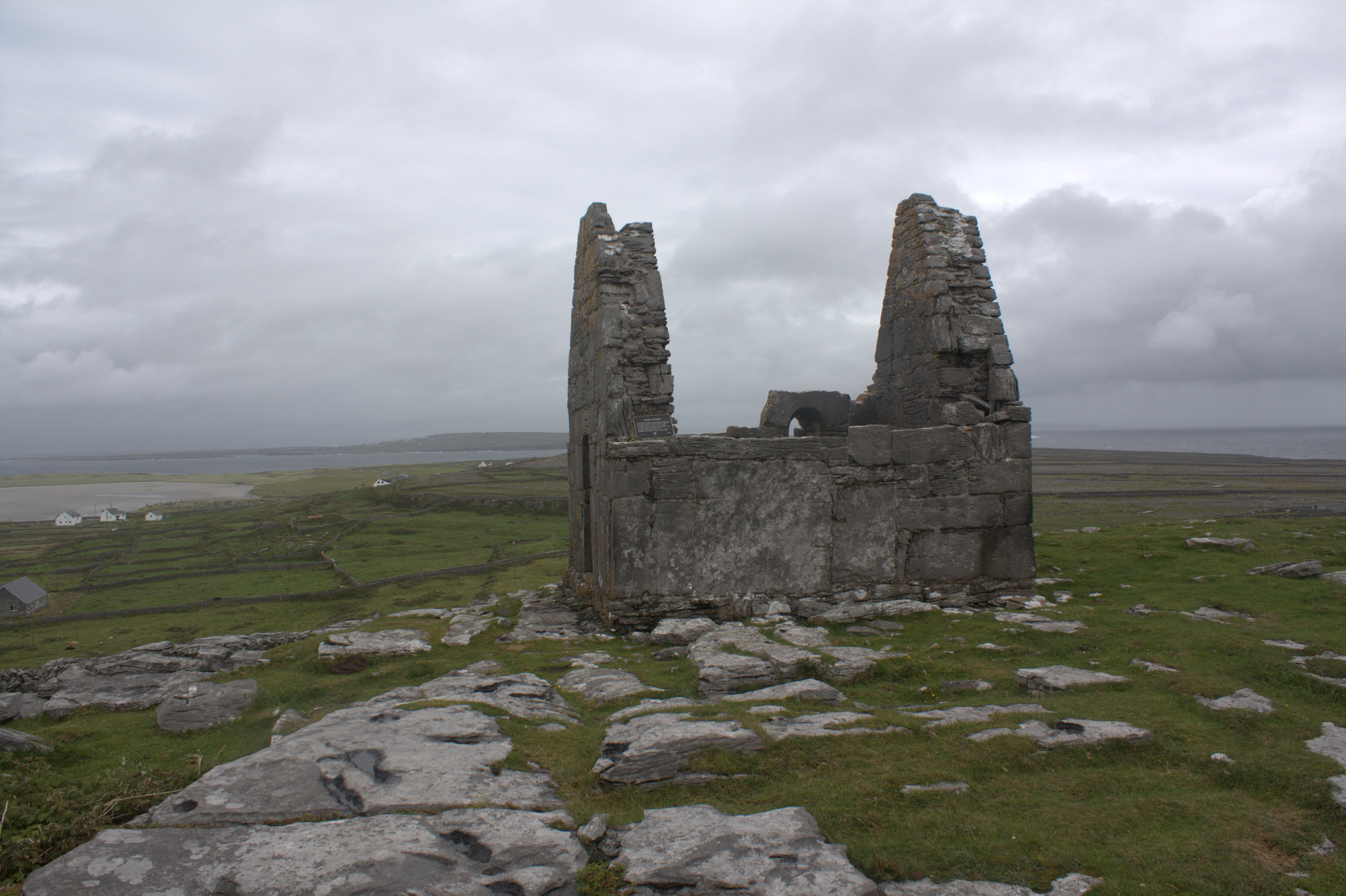
St. Benan’s Church, Inishmore

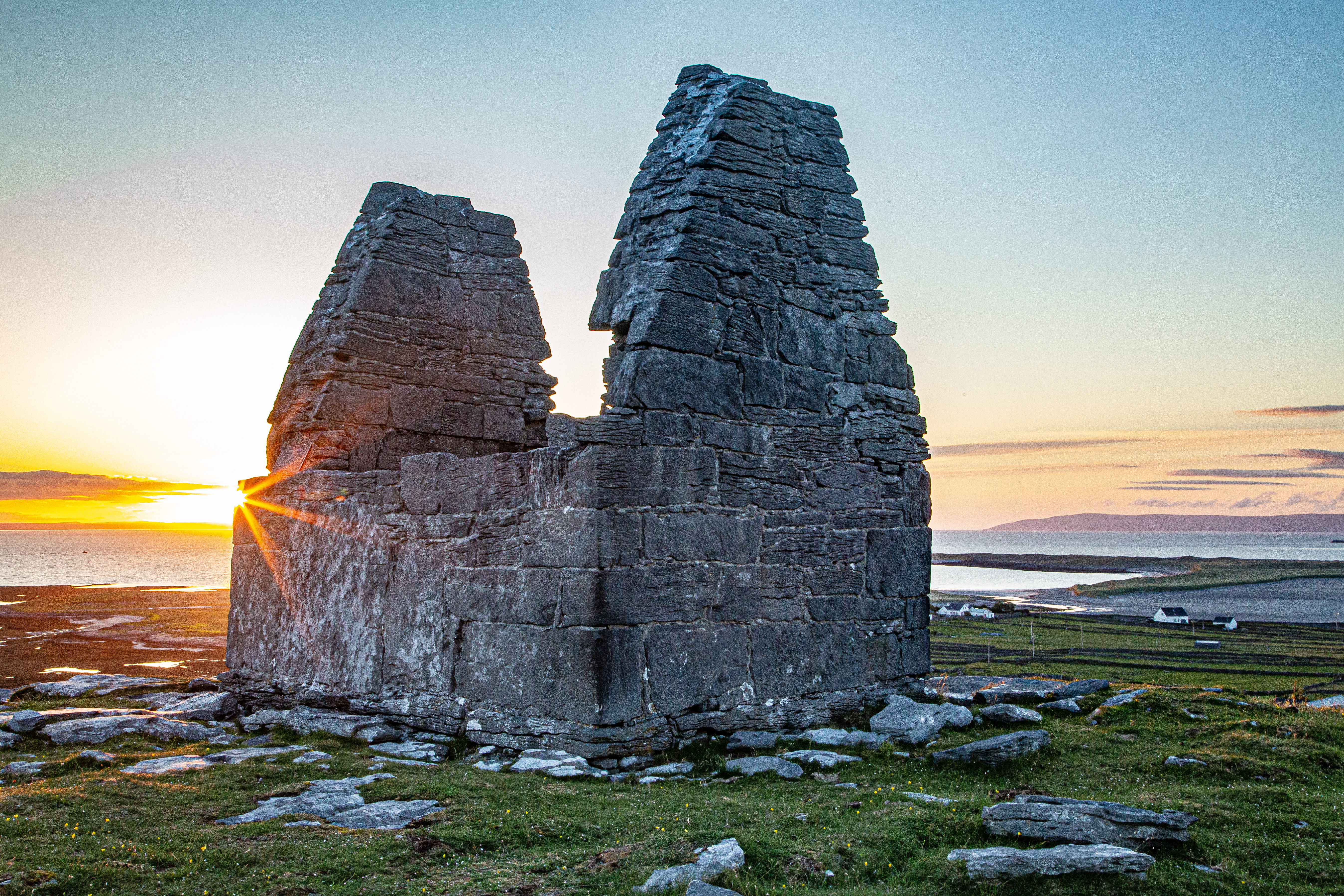
St. Benan’s Church, Inishmore

Die St.-Benan-Kirche (englisch St. Benan’s Church, irisch Teampall Bheanáin) liegt im Townland Killeany im östlichsten Teil der Aran-Insel Inishmore im County Galway in Irland. Sie war das Oratorium eines Einsiedlers aus dem 11. Jahrhundert und ist dem heiligen Benignus von Armagh, einem Schüler von St. Patrick, gewidmet.
Die Kirche misst etwa 4,5 × 3,3 m, ist am Giebel etwa 4,5 m hoch und gilt als kleinste Kirche Irlands. Wegen der vorherrschenden Windrichtung ist das Oratorium Nord-Süd-orientiert statt der üblichen Ost-West-Ausrichtung frühkirchlicher Gotteshäuser. Die Dacheindeckung ist zerfallen. Die heute durch einen Zauntritt gesicherte schmale Tür ist trapezförmig und verjüngt sich nach oben. Es gibt ein kleines rundbogiges Fenster auf der Westseite.
In der Nähe befinden sich die Überreste eines Duns und eines kleinen Clochans. Unterhalb am Hügel befinden sich die Überreste eines Klosters mit dem Stumpf eines Rundturms und den Resten eines Keltenkreuzes, die Teil eines von St. Enda im 6. Jahrhundert gegründeten Klosters sind.